# 比利·梅瑞迪斯
威廉·亨利·梅瑞迪斯（William Henry "Billy" Meredith，1874年7月30日—1958年4月19日），是二十世纪初期的威尔士职业足球运动员，长年效力于英格兰曼彻斯特的两个同城死敌曼城与曼联。
梅瑞迪斯是足球运动早期的超级巨星之一，曾经习惯在场上叼着牙签进行比赛，当时足球并无明确的位置分工，不过梅瑞迪斯最喜欢在右边路活动。梅瑞迪斯在49岁那年仍然在足总杯中进球，直到49岁零245天时还参加了曼城对纽卡斯尔联队的足总杯半决赛，成为赛事历史上最年长的参赛者。
梅瑞迪斯死后长期埋葬在不起眼的公众墓地，不过后来英格兰职业足球运动员协会、威尔士足球协会、曼联和曼城联合征得他94岁的女儿的同意，为其修建了新的墓碑。2007年，梅瑞迪斯入选英格兰足球名人堂。

## 荣誉

### Chirk AAA
- 威尔斯盃冠军：1892年

### 曼城
- 足总杯冠军：1903/04年

### 曼联
- 甲組联赛（英语：Football League First Division）冠军：1907/08年，1910/11年（2次）
- 足总杯冠军：1908/09年
- 慈善盾冠军：1908年，1911年（2次）

### 威尔斯
- 英国本土四角锦標赛冠军：1907年，1920年

### 个人荣誉
- 入選英格兰足球联赛百名传奇球员之一：1998年
- 入選英格兰足球名人堂：2007年